# La Macanita
La Macanita, de son véritable nom Tomasa Guerrero Carrasco, née à Jerez de la Frontera en 1968, est une chanteuse de flamenco espagnole.

## Biographie
Connue sous le nom de scène qu’elle doit à son père, El Macano, La Macanita est considérée dès son premier album, Con el alma, en 1995, comme l’une des grandes figures du flamenco contemporain et plus particulièrement du chant gitan (cante gitano).
Ayant débuté avec Manuel Morao  et Manolo Sanlúcar, elle s’impose et se distingue par ses bulerías, ses seguiriyas et ses villancicos (chants traditionnels de Noël), tel celui qu’elle interprète dans le film de Carlos Saura, Flamenco.

## Discographie
- Con el alma, 1995
- A la luna nueva, 1996
- Jerez. Xères. Sherry, 1998
- La luna de Tomasa, 2002
- Sólo por eso, 2009

## Filmographie
- 1995 : Flamenco de Carlos Saura — dans son propre rôle (interprétation du Villancico)
- 2000 : El séptimo de caballería (série télévisée) — dans son propre rôle
- 2005 : Mil y una Lolas — dans son propre rôle de Tomasa La Macanita

## Sources
- (es) Cet article est partiellement ou en totalité issu de l’article de Wikipédia en espagnol intitulé « La Macanita » (voir la liste des auteurs).

### Notices d'autorité
- Notices d'autorité :   - VIAF
  - ISNI
  - BnF (données)
  - IdRef
  - LCCN
  - GND
  - Pays-Bas
  - WorldCat